# 聖馬科斯湖 (加利福尼亞州)
聖馬科斯湖（英語：Lake San Marcos）是位於美國加利福尼亞州聖地牙哥縣的一個人口普查指定地區。

## 地理
聖馬科斯湖的座標為33°07′21″N 117°12′34″W / 33.12250°N 117.20944°W，而該地最高點為海拔高度160米（即525英尺）。

## 人口
根據2010年美國人口普查的數據，聖馬科斯湖的面積為4.679平方千米，當中陸地面積為4.457平方千米，而水域面積為0.223平方千米。當地共有人口4437人，而人口密度為每平方千米948人。